# Бутерброд

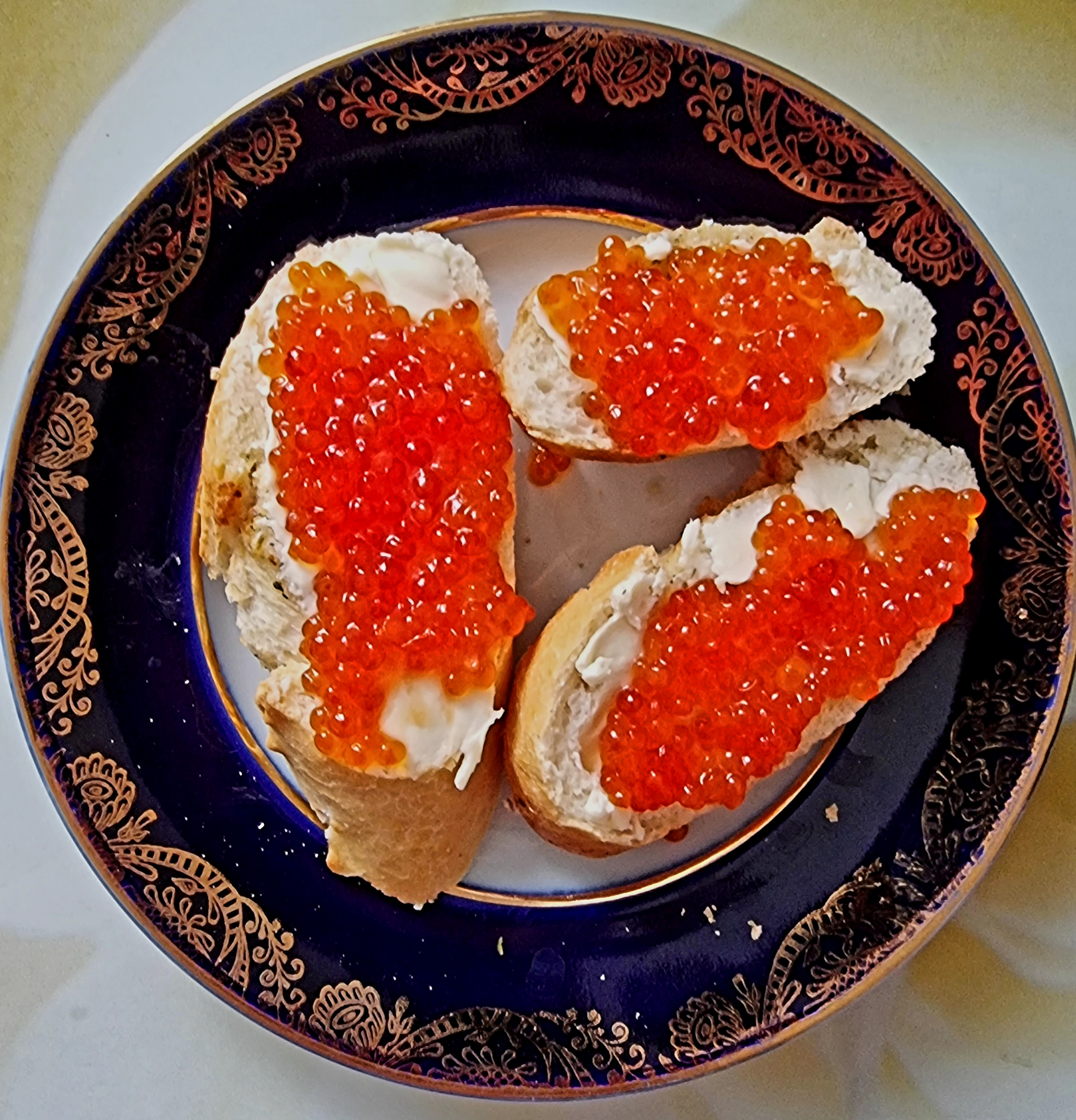
Простые бутерброды с красной икрой

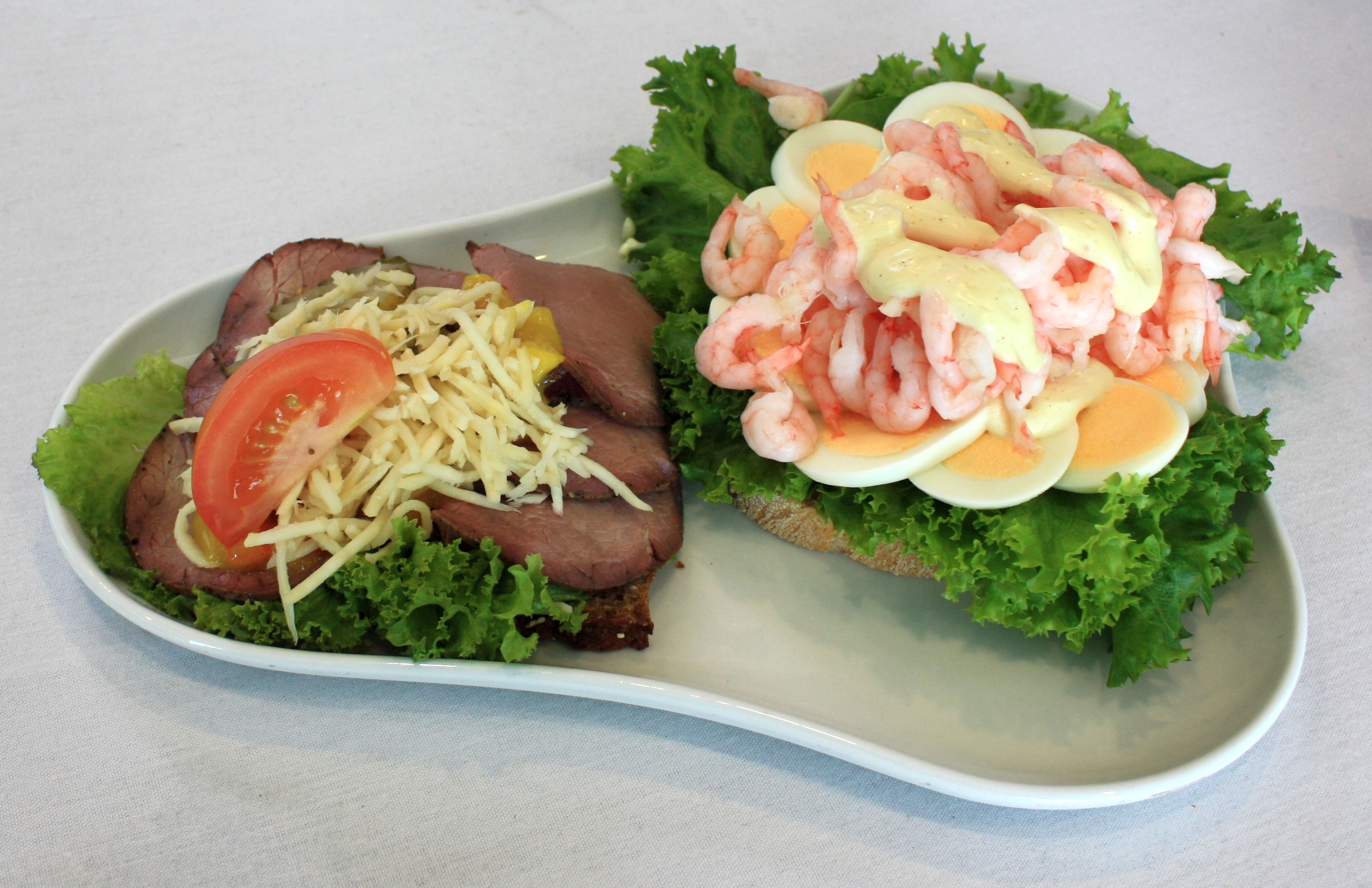
Сложные смёрребрёды с говядиной и креветками с яйцом

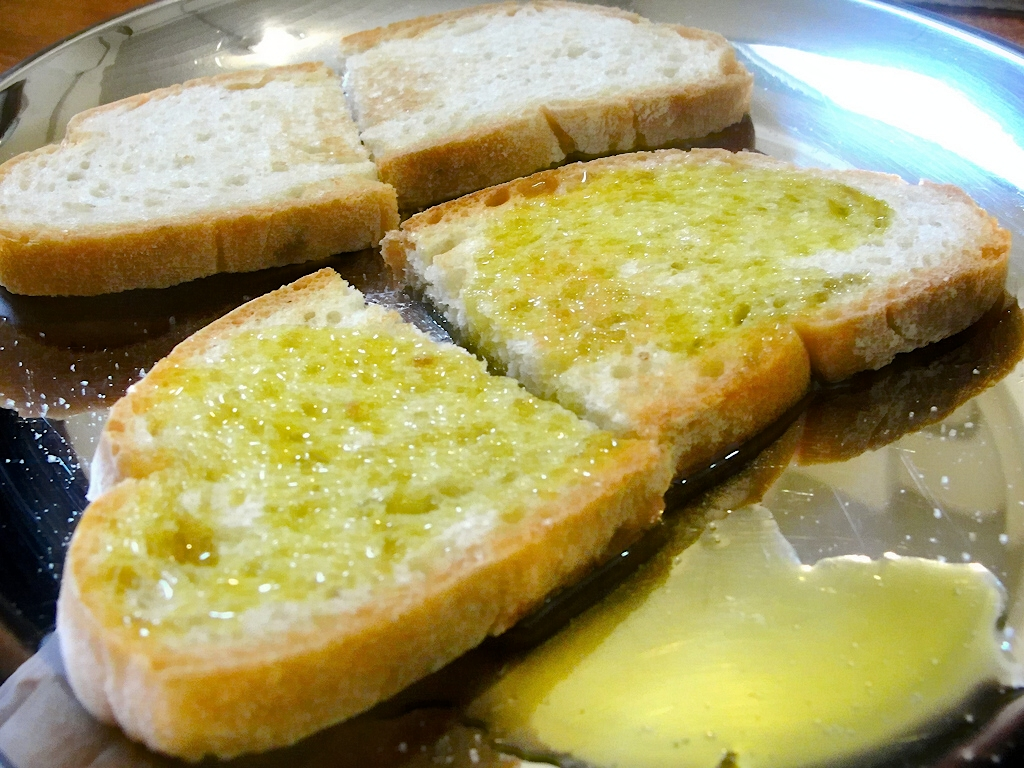
Классически горячая брускетта

Утром мажу бутерброд —

Сразу мысль: а как народ?

И икра не лезет в горло,

И компот не льётся в рот! 
Бутербро́д (от нем. Butterbrot — «хлеб с маслом») — закусочное блюдо в виде ломтика хлеба или булочки, покрытых сливочным маслом или мясными, рыбными и другими гастрономическими продуктами (кулинарные изделия, сыры, сырковая масса, повидло, джем, яйца). Благодаря быстроте приготовления, удобству потребления и переноски бутерброды пользуются популярностью как в основные, так и промежуточные приёмы пищи.
Для основы бутерброда подходят пшеничный хлеб суточной давности или свежий, но плотной структуры, с коркой и без неё, а также багеты, слойки, булочки, питы, тосты и сухое печенье. Ржаной хлеб используется для бутербродов с продуктами жирными (грудинкой, корейкой, шпигом) или солёными (сельдью, килькой). Сливочное масло в русском бутерброде призвано улучшить его вкус и повысить питательность и калорийность кушанья и рекомендуется с твёрдыми сырами (голландским, швейцарским, российским), кетовой и частиковой икрой, нежирной солёной рыбой, печёночным паштетом, рубленой сельдью, докторской и языковой колбасой, отварными языком и куриным филе, мясными и рыбными котлетами. Без сливочного масла готовят бутерброды со шпротами, севрюгой, осетриной, белугой, лососиной, копчёной грудинкой и украинским салом, ростбифом, грибной и баклажанной икрой, вареньем, повидлом и сырковой массой.

## Классификация
Вслед за советской современная русская ресторанная кухня классифицирует бутерброды по способу приготовления на открытые, закрытые и закусочные, а по температуре подачи — на холодные и горячие.
- Открытые бутерброды подразделяются на простые (с одним видом продукта — отварным или жареным мясом, ветчиной, паштетом, зернистой и паюсной икрой) и сложные (комбинированные, «столичные», «ассорти»[8], включающие несколько продуктов, сочетающихся по вкусу и цвету — с ветчиной, яйцом и огурцами, с мясным ассорти, с сельдью, луком, яйцом и маслинами). Принятые в русской кухне вкусовые сочетания предусматривают, например, что зелёный лук подходит к сельди, но не колбасе[3][5]. Горячие открытые бутерброды готовят из отварного мяса, рыбы и варёных колбас запеканием в духовом шкафу с тёртым сыром[3].
- Закрытыми бутербродами в русской кулинарной литературе называются сэндвичи длиной 7—8 см из обрезанного от корок хлеба, которые могут быть двух- и трёхслойными, а также комбинированными, в том числе с бутербродными пастами, масляными смесями и омлетами. К горячим сэндвичам относят чизбургер, гамбургер, хот-дог, а также подогретую и начинённую через боковой подрез питу.
- Закусочные бутерброды представляют собой канапе и тартинки[10], их подают к чаю, кофе, коктейлям и алкогольным напиткам на банкетах и фуршетах[4].

## История
Как самостоятельная еда, хлеб со сливочным маслом появился в ганзейских городах не позднее XV века, со временем на этой основе возник более сложный бутерброд, «покрытый» одним или несколькими другими продуктами. Такие бутерброды получили широкое распространение по всей Северной Европе, а в Скандинавии датчане и шведы добились совершенства в искусстве приготовления соответственно «смёрребрёдов» (дат. smørrebrød — «хлеб с маслом») и «смёргосов» (швед. smörgås — букв. «масляный гусь»). Знаменитый шведский стол на родине именуется «бутербродным» (швед. smörgåsbord), на крестины и юбилеи в Швеции подают праздничный бутербродный торт. В Нидерландах бутерброды называются «масло и ветчина» (нидерл. boterham).
В немецкой гастрономической культуре «буттерброт» и поныне означает исключительно «хлеб с маслом», а если ещё и с «ломтем колбасы, сыра, ветчины и пр.», то это будет уже «покрытый хлеб» (нем. belegtes Brot) или «шту́лле» (нем. Stulle), родственный знаменитому штоллену. В отличие от скандинавских, немецкие бутерброды — без изысков, скудны и педантичны, но немцы могут удивить бутербродами с сырым свиным фаршем, к которым они приобщаются сызмальства. В польской кухне на хлебный ломоть намазывают «канапковы пасты» из прокрученных на мясорубке жаркого, ветчины или колбасы с яйцом, копчёной рыбы с творогом или шпрот с брынзой.
В англоязычных гастрономических культурах базовым термином для блюд типа «хлеб с чем-то» выступает сэндвич, состоящий из двух ломтей обычно мякишевого хлеба и начинки между ними, а «скандинавский» вариант, на одном куске хлеба с маслом, именуется «открытым сэндвичем» (англ. open sandwich). На юге Европы бутерброды готовят не со сливочным, а оливковым маслом, часто с чесноком (брускетта, кростини, пантумака, андалусский завтрак), а сэндвичи — из хлеба с хрустящей корочкой: разрезанных горизонтально булочки (итал. panino imbuttito — букв. «начинённая булочка») или багета (исп. bocadillo — букв. «маленький кусочек»). Сэндвичи из мякишевого хлеба без корочек в Италии известны как трамецци́но (итал. tramezzino — «простеночек»), а в Испании — эмпареда́до (исп. emparedado — «запертый в стенах»).

### В России
Немецкая манера подачи мяса или рыбы на хлебе вошла в моду у русской знати при Петре I и отлично вписалась в русскую традицию закусочного стола. Бутерброды стали привычным закусочным блюдом «высокого стиля» на приёмах, в ресторанах и дорогих трактирах. Широкие слои населения познакомились с бутербродами лишь в 1870—1890-х годах, когда «чухонское масло» из Финляндии и Балтии стало продаваться по всей стране. В словарях русского языка заимствованное из немецкого слово «бутерброд» фиксируется не позднее последней трети XIX века. В Толковом словаре Даля определение бутерброда дано через французскую тартину.
В дореволюционной России бутерброды подавали в поездах и станционных буфетах, они стали привычным атрибутом летней дачной жизни под Москвой и Петербургом. Бутерброды нередко упоминаются в произведениях русской литературы. У А. П. Чехова «В вагоне» толстый пассажир пытается совладать с засохшим «годовалым бутербродом», а в «Попрыгунье» доктор Дымов мечтает о чае с бутербродами на дачной веранде. У Н. А. Тэффи в «Тонкой психологии» станционными бутербродами пан Гуслинский пытается проложить путь к сердцу попутчицы через желудок её сына, а в «Юбилее» нескончаемые здравицы никак не дают сконфуженному юбиляру закусить бутербродом с сельдью. В рассказе «Извощик Пётр» А. И. Куприна фигурирует неведомо почему так именовавшийся в дореволюционном Петербурге «псковский бутерброд» из разрезанной вдоль французской пятикопеечной булки, смазанной с обеих сторон маслом и проложенной двумя большими кусками швейцарского сыра с ломтём ветчины между ними. В рассказе А. Т. Аверченко «Урок в совдепской школе» 1920 года назначенный комнарпросом учитель неожиданно выясняет, что дети в классной комнате не знают, ни что такое бутерброд, ни масло, ни завтрак.
В Советской России с середины 1930-х годов с появлением колбас промышленного производства быстрый в приготовлении бутерброд «хлеб, сверху колбаса или сыр» переместился в разряд удобных домашних перекусов. Бутерброды в СССР также прочно ассоциировались с театральным буфетом в антракте спектакля. В «Театральном романе» М. А. Булгакова описывается «груда бутербродов с кетовой икрой и с сыром брынзой» в театральном буфете. Робкие попытки приобщить советских людей к западной культуре канапе и «малых по размеру» чайных сэндвичей предпринимались авторами книг о вкусной и здоровой пище. Ни сэндвичи, ни бургеры в советской кухне не приживались, несмотря на все старания А. И. Микояна, ситуация изменилась лишь с появлением в России «Макдоналдса» в 1990 году.